# 68 Piscium
68 Piscium (h Piscium) é uma estrela na direção da Pisces. Possui uma ascensão reta de 00h 57m 50.15s e uma declinação de +28° 59′ 32.0″. Sua magnitude aparente é igual a 5.44. Considerando sua distância de 704 anos-luz em relação à Terra, sua magnitude absoluta é igual a −1.23. Pertence à classe espectral G6III.